# Business Inkubator Ventspils
Der Business Inkubator (BI) Ventspils ist eine mit öffentlicher Beteiligung getragene Institution zur regionalen Wirtschaftsförderung der Hafenstadt Ventspils in der Region Kurland im Westen Lettlands. Nach dem Beitritt Lettlands zur Europäischen Union im Mai 2004 wurden zahlreiche Projekte unterstützt und finanzielle Mittel zur Förderung einzelner Regionen erst zugänglich. Der Business Inkubator ging dabei als Teil des sogenannten PHARE Programms hervor, welches Investitionsbeihilfen für Infrastrukturen, sowie Regionalentwicklung in den neuen Beitrittsländern der Europäischen Union vorsah. In der Region Kurland ist der BI die einzige Institution, die Unternehmensgründer im High-Technology Bereich unterstützt.
Der BI wurde im Februar 2006 gegründet und ist eine strukturelle Einheit der Stiftung Ventspils High Technology Park, dem Technologie und Innovationszentrum in Ventspils.

## Funktion
In erster Linie werden junge Unternehmer und Existenzgründer, die im High Tech Bereich tätig sind, während ihrer Aufbauphase in einem Zeitraum von 3 Jahren begleitet.
Neben der Entwicklung und Einführung neuer Produkte und Dienstleistungen wird auch bei der Vermarktung Unterstützung geleistet. Außerdem steht die Beratung junger Unternehmen bei der Erstellung von Business Plänen, bei Finanzierungsfragen und beim Marketing im Vordergrund. Zurzeit arbeiten 20 Angestellte in 8 verschiedenen Start-Up-Unternehmen im Business Inkubator, wobei dessen Räumlichkeiten mit zunehmender Nachfrage weiter ausbaufähig sind.
Der BI hat zurzeit eine Fläche von 460 m2 und wird 2008 auf 1000 m2 ausgebaut.
Neu gegründete Unternehmen können sich maximal 3 Jahre lang im Business Inkubator aufhalten und dürfen nach ihrer „Inkubationszeit“ maximal 5 Jahre alt sein.
Der BI bietet jungen Unternehmen während dieser Zeit eine Reihe von Beihilfen an:
- Bereitstellung der Geschäftsadresse
- Unterstützung bei Formalitäten, Registereintrag etc.
- Beratung bei der Kapitalbeschaffung;
- Bereitstellung der Büroausstattung und Arbeitsmaterialien
- Sekretariatsdienste
- Zugang zu Laboratorien und Forschungseinrichtungen

Diese finanzielle Beihilfe für die jungen Unternehmen wird dabei vom lettischen Staat in verschiedenen Raten, abhängig vom Alter des jeweiligen Unternehmens, gewährt:
| Alter des Unternehmens | <1 Jahr | 1–2 Jahre | 2–3 Jahre | 3–5 Jahre |
| ---------------------- | ------- | --------- | --------- | --------- |
| Höhe der Beihilfe      | 85 %    | 70 %      | 50 %      | 25 %      |

Hohe finanzielle Verpflichtungen werden in der Aufbauphase bewusst von den jungen Unternehmen ferngehalten, um ihre Entwicklungsfähigkeit zu fördern.
Die jungen Unternehmen können darüber hinaus auch verschiedene Arten von Beratungsdienstleistungen in Anspruch nehmen, für die jeweils noch zusätzlich ein einmaliger Betrag vom lettischen Staat vergeben wird.
Folgende Beratungsprogramme stehen dabei zur Auswahl:
- Erste Kunden
- Auslandsmärkte
- Kapitalbeschaffung
- Personaleinstellung
- Erste Technologie – Entwicklungs- & Testversuche
- Individueller Service (Buchhaltung, Rechtsberatung, Rechnungswesen, Business Plan)

Über die Aufnahme der Unternehmen im Business Inkubator entscheidet eine Auswahlkommission in der, neben dem Vorstand des Business Inkubators, auch Vertreter der Hochschule Ventspils sind.
Die Unternehmen dürfen bei ihrer Aufnahme nicht älter als 3 Jahre sein und müssen im High-Technology-Bereich tätig sein. Die Kommission entscheidet unter der Berücksichtigung verschiedener Kriterien über die Realisierbarkeit und Tragfähigkeit der Geschäftsideen.

## Vorstand
Das Team des Ventspils High-Technology Parks besteht sowohl aus Wirtschafts- und Finanzfachleuten, als auch aus der Jurisprudenz und der Industrie, die u. a. spezialisiert sind in der Innovations- und Technologieentwicklung.
Im Jahr 2007 setzt sich der Vorstand des Ventspils High-Technology Park, der Verwaltungsvorstand, sowie der Vorstand des Business Inkubators wie folgt zusammen:

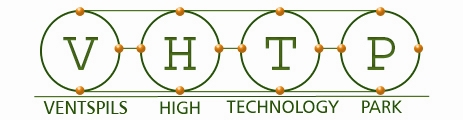
Logo des Ventspils High Technology Parks

### Verwaltung
- Ivars Eglajs, Vorstandsvorsitzender
- Lex de Lange, Vorstandsmitglied
- Igors Udodovs, Vorstandsmitglied

### High Technology Park
- Dana Reizniece, Leiterin
- Varis Broks, Leiter

### Business Inkubator
- Salvis Roga, Leiter
- Natalija Lukasa, Projektleiter
- Inese Zeiferte, Assistentin der Leitung

## Kooperationspartner
Seit der Gründung im Februar 2006 besteht außerdem ein enges Netzwerk von Kooperationspartnern aus den Kernbereichen Wirtschaft und Bildung, sowie Wissenschaft und Forschung. Die Förderung von Innovationen, sowie die industrielle und wirtschaftliche Entwicklung in Ventspils werden durch diese enge Zusammenarbeit der drei Kernbereiche unterstützt.
Dabei ist die Hochschule Ventspils (Ventspils University College) einer der Hauptpartner des Business Inkubators. Mit seinem Ingenieurforschungszentrum und dem Internationalen Zentrum für Radioastronomie trägt die Hochschule maßgeblich zur Entwicklung neuer Produkte bei. Weitere Synergieeffekte entstehen auch durch die Partnerschaften zu Allgemeinen Bildungseinrichtungen, der 20. Berufsschule Ventspils und der Außenstelle der Technischen Universität Riga in Ventspils.